# Seirocastnia latimargo
Seirocastnia latimargo är en fjärilsart som beskrevs av Erich Martin Hering och Hopp 1925. Seirocastnia latimargo ingår i släktet Seirocastnia och familjen nattflyn. Inga underarter finns listade.